# Servië op de Olympische Zomerspelen 2016
Servië nam deel aan de Olympische Zomerspelen 2016 in Rio de Janeiro, Brazilië. De selectie omvatte 103 sporters, actief in veertien olympische sportdisciplines. Schutter Ivana Maksimović droeg de nationale vlag tijdens de openingsceremonie. Taekwondoka Tijana Bogdanović, die zilver won in de klasse tot 49 kilogram, deed dat bij de sluitingsceremonie. In totaal wonnen de Serviërs acht medailles, wat de Olympische Spelen van 2016 de succesvolste voor Servië maakten sinds het uiteenvallen van Joegoslavië. Grieks-Romeins worstelaar Davor Štefanek won het eerste Servische worstelgoud ooit in de gewichtsklasse tot 66 kilogram. In het waterpolotoernooi wonnen de Servische mannen olympisch goud door in de finale Kroatië te verslaan (11–7).

## Medailleoverzicht
| Sport     | Olympiër | Onderdeel                | Medaille |
| --------- | --- | ------------------------ | -------- |
| Waterpolo | Milan Aleksić Miloš Ćuk Filip Filipović Živko Gocić Nikola Jakšić Dušan Mandić Branislav Mitrović Stefan Mitrović Slobodan Nikić Duško Pijetlović Andrija Prlainović Sava Ranđelović               | mannen                   | Goud     |
| Worstelen | Davor Štefanek | –66kg Grieks-Romeins (m) | Goud     |
| Basketbal | Stefan Birčević Bogdan Bogdanović Nikola Jokić Stefan Jović Nikola Kalinić Milan Mačvan Stefan Marković Nemanja Nedović Miroslav Raduljica Marko Simonović Vladimir Štimac Miloš Teodosić          | mannen                   | Zilver   |
| Kanovaren | MarkoTomićević Milenko Zorić | K-2 1000m (m)            | Zilver   |
| Taekwondo | Tijana Bogdanović | –49kg (v)                | Zilver   |
| Volleybal | Tijana Bošković Jovana Brakočević Bianka Buša Tijana Malešević Brankica Mihajlović Jelena Nikolić Maja Ognjenović Silvija Popović Milena Rašić Jovana Stevanović Stefana Veljković Bojana Živković | vrouwen                  | Zilver   |
| Atletiek  | Ivana Španović | verspringen (v)          | Brons    |
| Basketbal | Dajana Butulija Saša Čađo Aleksandra Crvendakić Ana Dabović Milica Dabović Nevena Jovanović Sara Krnjić Jelena Milovanović Danielle Page Sonja Petrović Tamara Radočaj Dragana Stanković           | vrouwen                  | Brons    |

## Deelnemers en resultaten
(m) = mannen, (v) = vrouwen, (g) = gemengd

### Atletiek
| Olympiër           | Discipline            | Resultaat | Prestatie |
| ------------------ | --------------------- | --------- | --- |
| Milan Ristić       | 110m horden (m)       | 31e       | serie 5: 6de in 13,66 |
| Anđelko Rističević | marathon (m)          | 119e      | 2:30.17 |
| Nenad Filipović    | 50km snelwandelen (m) | 46e       | 4:25.41 |
| Predrag Filipović  | 50km snelwandelen (m) | 49e       | 4:39.48 |
| Vladimir Savanović | 50km snelwandelen (m) | 42e       | 4:15.53 |
| Asmir Kolašinac    | kogelstoten (m)       | 15e       | kwalificatie groep B: 8ste met 20,16m |
| Mihail Dudaš       | tienkamp              | DNF       | 100m: 12d in 10,83 verspringen: 17de met 7,29m kogelstoten: 14de met 14,23m hoogspringen: 10de met 2,04m 400m: 16de in 49,13 110m horden: 16de in 14,65 discuswerpen: 16de met 43,27m polsstokhoogspringen: 18de met 4,60m speerwerpen: DNS |
|                    |                       |           | |
| Tamara Salaški     | 400m (v)              | 28e       | serie 2: 3de in 52,70 |
| Amela Terzić       | 800m (v)              | 23e       | serie 1: 2de in 2.00,99 halve finale 3: 7de in 2.03,81 |
| Amela Terzić       | 1500m (v)             | 34e       | serie 1: 10de in 4.15,17 |
| Olivera Jevtić     | marathon (v)          | DNF       | DNF |
| Ivana Španović     | verspringen (v)       | Brons     | kwalificatie groep A: 1ste met 6,87m finale: 3de met 7,08m (NR)) |
| Dragana Tomašević  | discuswerpen (v)      | 19e       | kwalificatie groep A: 11de met 57,67m |

### Basketbal

#### Mannen
| Olympiër | Onderdeel | Resultaat | Prestatie |
| --- | --------- | --------- | --- |
| Stefan Birčević Bogdan Bogdanović Nikola Jokić Stefan Jović Nikola Kalinić Milan Mačvan Stefan Marković Nemanja Nedović Miroslav Raduljica Marko Simonović Vladimir Štimac Miloš Teodosić | mannen    | Zilver    | groep A: 4de W van Venezuela: 86-62 V van Australië: 80-95 V van Frankrijk: 75-76 V van Verenigde Staten: 91-94 W van China: 94-60 kwartfinale: W van Kroatië: 86-83 halve finale: W van Australië: 87-62 finale: V van Verenigde Staten: 66-96 |

| Groep A |                  |             |             |             |            |            |            |        |
| №       | Land             | Wedstrijden | Wedstrijden | Wedstrijden | Doelpunten | Doelpunten | Doelpunten | Punten |
| №       | Land             | G           | W           | V           | V          | T          | Saldo      | Punten |
| 1       | Verenigde Staten | 5           | 5           | 0           | 524        | 407        | +117       | 10     |
| 2       | Australië        | 5           | 4           | 1           | 444        | 368        | +76        | 9      |
| 3       | Frankrijk        | 5           | 3           | 2           | 423        | 378        | +45        | 8      |
| 4       | Servië           | 5           | 2           | 3           | 426        | 387        | +39        | 7      |
| 5       | Venezuela        | 5           | 1           | 4           | 315        | 444        | –129       | 6      |
| 6       | China            | 5           | 0           | 5           | 318        | 466        | –148       | 5      |

| Ronde        | Datum       | Lokale tijd | MEZT           | Plaats           | Land      | Score       | Land             |
| ------------ | ----------- | ----------- | -------------- | ---------------- | --------- | ----------- | ---------------- |
| Groepsfase   |             |             |                |                  |           |             |                  |
| 6 augustus   | 22:30       | 01:30       | Rio de Janeiro | Venezuela        | 62–86     | Servië      |                  |
| 8 augustus   | 14:15       | 19:15       | Rio de Janeiro | Servië           | 80–95     | ' Australië |                  |
| 10 augustus  | 14:15       | 19:15       | Rio de Janeiro | Servië           | 75–76     | Frankrijk   |                  |
| 12 augustus  | 19:00       | 00:00       | Rio de Janeiro | Verenigde Staten | 94–91     | Servië      |                  |
| 14 augustus  | 22:30       | 01:30       | Rio de Janeiro | Servië           | 94–60     | China       |                  |
| Kwartfinale  | 17 augustus | 22:15       | 02:15          | Rio de Janeiro   | Kroatië   | 83–86       | Servië           |
| Halve finale | 19 augustus | 19:00       | 00:00          | Rio de Janeiro   | Australië | 61–87       | Servië           |
| Finale       | 21 augustus | 15:45       | 20:45          | Rio de Janeiro   | Servië    | 66–96       | Verenigde Staten |

#### Vrouwen
| Olympiër | Onderdeel | Resultaat | Prestatie |
| --- | --------- | --------- | --- |
| Dajana Butulija Saša Čađo Aleksandra Crvendakić Ana Dabović Milica Dabović Nevena Jovanović Sara Krnjić Jelena Milovanović Danielle Page Sonja Petrović Tamara Radočaj Dragana Stanković | vrouwen   | Brons     | groep A: 4de V van Spanje: 59-65 V van Canada: 67-71 V van Verenigde Staten: 84-110 W van China: 80-72 W van Senegal: 95-88 kwartfinale: W van Australië: 73-71 halve finale: V van Spanje: 54-68 bronzen finale: W van Frankrijk: 70-63 |

| Groep B |                  |             |             |             |        |        |        |        |
| #       | Land             | Wedstrijden | Wedstrijden | Wedstrijden | Punten | Punten | Punten | Punten |
| #       | Land             | G           | W           | V           | V      | T      | Saldo  | Punten |
| 1       | Verenigde Staten | 5           | 5           | 0           | 520    | 316    | +204   | 10     |
| 2       | Spanje           | 5           | 4           | 1           | 387    | 333    | +54    | 9      |
| 3       | Canada           | 5           | 3           | 2           | 340    | 347    | –7     | 8      |
| 4       | Servië           | 5           | 2           | 3           | 385    | 406    | –21    | 7      |
| 5       | China            | 5           | 1           | 4           | 371    | 428    | –57    | 6      |
| 6       | Senegal          | 5           | 0           | 5           | 309    | 482    | –173   | 5      |

| Ronde          | Datum       | Lokale tijd | MEZT           | Plaats         | Land             | Score  | Land   |
| Groepsfase     |             |             |                |                |                  |        |        |
| -------------- | ----------- | ----------- | -------------- | -------------- | ---------------- | ------ | ------ |
| Groepsfase     | 7 augustus  | 14:15       | 19:15          | Rio de Janeiro | Servië           | 59–65  | Spanje |
| Groepsfase     | 8 augustus  | 14:15       | 19:15          | Rio de Janeiro | Canada           | 71–67  | Servië |
| Groepsfase     | 10 augustus | 15:30       | 20:30          | Rio de Janeiro | Verenigde Staten | 110–84 | Servië |
| Groepsfase     | 12 augustus | 12:15       | 17:15          | Rio de Janeiro | Servië           | 80–72  | China  |
| Groepsfase     | 14 augustus | 15:30       | 20:30          | Rio de Janeiro | Senegal          | 88–95  | Servië |
| Kwartfinale    |             |             |                |                |                  |        |        |
| 16 augustus    | 11:00       | 16:00       | Rio de Janeiro | Australië      | 71–73            | Servië |        |
| Halve finale   |             |             |                |                |                  |        |        |
| 18 augustus    | 15:00       | 20:00       | Rio de Janeiro | Spanje         | 68–54            | Servië |        |
| Bronzen finale |             |             |                |                |                  |        |        |
| 20 augustus    | 11:30       | 16:30       | Rio de Janeiro | Frankrijk      | 63–70            | Servië |        |

### Judo
| Olympiër          | Discipline | Resultaat | Prestatie                                                                            |
| ----------------- | ---------- | --------- | ------------------------------------------------------------------------------------ |
| Aleksandar Kukolj | –90kg (m)  | 9e        | 1ste ronde: vrij 2de ronde: W van SLO Žgank: ippon 3de ronde: V van JPN Baker: ippon |

### Kanovaren
| Olympiër                                                                 | Discipline    | Resultaat | Prestatie                                                                           |
| ------------------------------------------------------------------------ | ------------- | --------- | ----------------------------------------------------------------------------------- |
| Marko Novaković                                                          | K-1 200m (m)  | 13e       | serie 3: 3de in 34,938 halve finale 1: 5de in 34,778 finale B: 5de in 37,415        |
| Dejan Pajić                                                              | K-1 1000m (m) | 15e       | serie 2: 4de in 3.36,884 halve finale 1: 8ste in 3.48,158 finale B: 7de in 3.40,502 |
| Nebojša Grujić Marko Novaković                                           | K-2 200m (m)  | 6e        | serie 1: 2de in 31,776 halve finale 2: 3de in 32,513 finale: 6de in 32,656          |
| Marko Tomićević Milenko Zorić                                            | K-2 1000m (m) | Zilver    | serie 2: 1ste in 3.15,298 finale: 2de in 3.10,969                                   |
| Marko Tomićević Dejan Pajić Vladimir Torubarov Milenko Zorić             | K-4 1000m (m) | 8e        | serie 2: 6de in 3.05,272 halve finale 1: 3de in 2.59,636 finale: 8ste in 3.10,241   |
|                                                                          |               |           |                                                                                     |
| Olivera Moldovan                                                         | K-1 200m (v)  | 20e       | serie 1: 5de in 43,339 halve finale 1: 7de in 42,123                                |
| Dalma Ružičić-Benedek                                                    | K-1 500m (v)  | 7e        | serie 4: 5de in 1.54,048 halve finale 1: 3de in 1.57,294 finale: 7de in 1.55,095    |
| Nikolina Moldovan Milica Starović                                        | K-2 500m (v)  | 10e       | serie 2: 5de in 1.46,410 halve finale 1: 6de in 1.46,008 finale B: 2de in 1.48,146  |
| Nikolina Moldovan Olivera Moldovan Dalma Ružičić-Benedek Milica Starović | K-4 500 m (v) | 14e       | serie 2: 7de in 1.39,316 halve finale 2: 5de in 1.38,398 finale B: 6de in 1.42,818  |

### Roeien
| Olympiër                         | Discipline      | Resultaat | Prestatie |
| -------------------------------- | --------------- | --------- | --- |
| Marko Marjanović Andrija Šljukić | dubbel-twee (m) | 10e       | serie 3: 4de in 7.07,29 herkansingen: 3de in 6.20,62 halve finale 2: 5de in 6.27,66 finale B: 4de in 7.03,13 |
| Nenad Beđik Miloš Vasić          | twee-zonder (m) | 10e       | serie 3: DNF herkansingen: 2de in 6.34,52 halve finale 2: 5de in 6.31,00 finale B: 4de in 7.04,71            |

### Schietsport
| Olympiër            | Discipline             | Resultaat | Prestatie                                                                       |
| ------------------- | ---------------------- | --------- | ------------------------------------------------------------------------------- |
| Milenko Sebić       | 10m luchtgeweer (m)    | 33e       | kwalificatie: 33ste met 620,0 punten (102,7-104,3-104,6-103,3-101,5-103,6)      |
| Milutin Stefanović  | 10m luchtgeweer (m)    | 12e       | kwalificatie: 12de met 624,3 punten (104,1-104,8-103,2-103,7-104,0-104,5)       |
| Stevan Pletikosić   | 50m drie houdingen (m) | 25e       | kwalificatie: 25ste met 1168 punten (389-398-381)                               |
| Milenko Sebić       | 50m drie houdingen (m) | 11e       | kwalificatie: 11de met 1172 punten (395-398-379)                                |
| Stevan Pletikosić   | 50m liggend (m)        | 21e       | kwalificatie: 21ste met 621,6 punten (101,5-102,5-103,8-104,2-105,9-103,7)      |
| Milenko Sebić       | 50m liggend (m)        | 34e       | kwalificatie: 34ste met 620,4 punten (104,7-102,2-104,3-103,3-103,3-102,6)      |
| Dimitrije Grgić     | 50m pistool (m)        | 16e       | kwalificatie: 16de met 552 punten (91-94-93-90-93-91)                           |
| Damir Mikec         | 50m pistool (m)        | 18e       | kwalificatie: 18de met 551 punten (89-90-93-91-94-94)                           |
| Dimitrije Grgić     | 10m luchtpistool (m)   | 9e        | kwalificatie: 9de met 579 punten (96-96-97-97-96-97)                            |
| Damir Mikec         | 10m luchtpistool (m)   | 25e       | kwalificatie: 25ste met 575 punten (98-97-95-97-92-96)                          |
|                     |                        |           |                                                                                 |
| Andrea Arsović      | 10m luchtgeweer (v)    | 26e       | kwalificatie: 26ste met 413,5 punten (104,3-103,4-102,9-102,9)                  |
| Ivana Maksimović VO | 10m luchtgeweer (v)    | 12e       | kwalificatie: 12de met 415,4 punten (104,2-105,0-102,4-103,8)                   |
| Andrea Arsović      | 50m drie houdingen (v) | 28e       | kwalificatie: 28ste met 573 punten (193-194-186)                                |
| Ivana Maksimović    | 50m drie houdingen (v) | 19e       | kwalificatie: 19de met 578 punten (192-197-189)                                 |
| Zorana Arunović     | 25m pistool (v)        | 19e       | kwalificatie: 19de met 576 punten (293-283)                                     |
| Bobana Veličković   | 25m pistool (v)        | 21e       | kwalificatie: 21ste met 576 punten (295-281)                                    |
| Zorana Arunović     | 10m luchtpistool (v)   | 11e       | kwalificatie: 11de met 382 punten (93-96-98-95)                                 |
| Bobana Veličković   | 10m luchtpistool (v)   | 7e        | kwalificatie: 6de met 385 punten (98-93-98-96) finale: 7de met 96,4 punten (7e) |

### Taekwondo
| Olympiër          | Discipline | Resultaat   | Prestatie |
| ----------------- | ---------- | ----------- | --- |
| Tijana Bogdanović | –49kg (v)  | Zilver      | voorronde: W van AZE Abakarova: 3–2 kwartfinale: W van CHN Wu: 17–7 halve finale: W van MEX Manjarrez: 10–0 finale: V van KOR Kim: 6–7 |
| Milica Mandić     | +67kg (v)  | kwartfinale | voorronde: W van NOR Skaar: 8–2 kwartfinale: V van GBR Walkden: 0-5                                                                    |

### Tafeltennis
| Olympiër               | Discipline    | Resultaat | Prestatie |
| ---------------------- | ------------- | --------- | --- |
| Aleksandar Karakašević | enkelspel (m) | 49e       | voorronde: W van AUS Yan: 4–2 (11-8, 10-12, 11-8, 11-9, 10-12, 11-3) 1ste ronde: V van GBR Drinkhall: 1–4 (12-10, 10-12, 8-11, 8-11, 5-11) |

### Tennis
| Olympiër                          | Discipline     | Resultaat | Prestatie                                                                                |
| --------------------------------- | -------------- | --------- | ---------------------------------------------------------------------------------------- |
| Novak Đoković                     | enkelspel (m)  | 33e       | 1ste ronde: V van ARG del Potro 6–7 (4), 6–7 (2)                                         |
| Viktor Troicki                    | enkelspel (m)  | 33e       | 1ste ronde: V van GBR Murray: 3–6, 2–6                                                   |
| Novak Đoković Nenad Zimonjić      | dubbelspel (m) | 9e        | 1ste ronde: W van CRO Čilić/Draganja 6–2, 6–2 2de ronde: V van BRA Melo/Soares: 4–6, 4–6 |
|                                   |                |           |                                                                                          |
| Ana Ivanović                      | enkelspel (v)  | 33e       | 1ste ronde: V van ESP Navarro: 6–2, 1–6, 2–6                                             |
| Jelena Janković                   | enkelspel (v)  | DNS       | DNS                                                                                      |
| Aleksandra Krunić                 | enkelspel (v)  | 33e       | 1ste ronde: V van FRA Mladenovic: 1–6, 4–6                                               |
| Jelena Janković Aleksandra Krunić | dubbelspel (v) | 17e       | 1ste ronde: V van GBR Konta/Watson: 2–6, 1–6                                             |

### Volleybal
| Olympiër | Discipline | Resultaat | Prestatie |
| --- | ---------- | --------- | --- |
| Tijana Bošković Jovana Brakočević Bianka Buša Tijana Malešević Brankica Mihajlović Jelena Nikolić Maja Ognjenović Silvija Popović Milena Rašić Jovana Stevanović Stefana Veljković Bojana Živković | vrouwen    | Zilver    | groep B: 3de W van Italië: 3-0 (27-25, 25-20, 25-23) W van Puerto Rico: 3-0 (29-27, 25-18, 25-20) V van Verenigde Staten: 1-3 (17-25, 25-21, 18-25, 19-25) W van China: 3-0 (25-19, 25-19, 25-22) V van Nederland: 2-3 (22-25, 20-25, 25-22, 25-18, 8-15) kwartfinale: W van Rusland: 3-0 (25-9, 25-22, 25-21) halve finale: W van Verenigde Staten: 3-2 (20-25, 25-17, 25-21, 16-25, 15-13) finale: V van China: 1-3 (25-19, 17-25, 22-25, 23-25) |

| # | Ploeg            | Punten | Wedstrijden | Wedstrijden | Wedstrijden | Spelpunten | Spelpunten | Spelpunten | Sets | Sets | Sets  |
| # | Ploeg            | Punten | G           | W           | V           | W          | V          | Ratio      | W    | V    | Ratio |
| - | ---------------- | ------ | ----------- | ----------- | ----------- | ---------- | ---------- | ---------- | ---- | ---- | ----- |
| 1 | Verenigde Staten | 14     | 5           | 5           | 0           | 470        | 400        | 1,175      | 15   | 5    | 3,000 |
| 2 | Nederland        | 11     | 5           | 4           | 1           | 455        | 425        | 1,070      | 14   | 7    | 2,000 |
| 3 | Servië           | 10     | 5           | 3           | 2           | 410        | 394        | 1,040      | 12   | 6    | 2,000 |
| 4 | China            | 7      | 5           | 2           | 3           | 398        | 389        | 1,023      | 9    | 9    | 1,000 |
| 5 | Italië           | 3      | 5           | 1           | 4           | 351        | 374        | 0,938      | 4    | 12   | 0,333 |
| 6 | Puerto Rico      | 0      | 5           | 0           | 5           | 277        | 379        | 0,730      | 0    | 15   | 0,000 |

| Datum       | Lokale tijd | MEZT  | Plaats         | Ronde        | Land             | Score | Land             |
| ----------- | ----------- | ----- | -------------- | ------------ | ---------------- | ----- | ---------------- |
| 6 augustus  | 22:35       | 03:35 | Rio de Janeiro | groepsfase   | Servië           | 3–0   | Italië           |
| 8 augustus  | 17:05       | 22:05 | Rio de Janeiro | groepsfase   | Servië           | 3–0   | Puerto Rico      |
| 10 augustus | 15:00       | 20:00 | Rio de Janeiro | groepsfase   | Verenigde Staten | 3–1   | Servië           |
| 12 augustus | 09:30       | 14:30 | Rio de Janeiro | groepsfase   | China            | 0–3   | Servië           |
| 14 augustus | 09:30       | 14:30 | Rio de Janeiro | groepsfase   | Servië           | 2–3   | Nederland        |
| 16 augustus | 18:00       | 23:00 | Rio de Janeiro | kwartfinale  | Rusland          | 0–3   | Servië           |
| 18 augustus | 13:00       | 18:00 | Rio de Janeiro | halve finale | Servië           | 3–2   | Verenigde Staten |
| 20 augustus | 22:15       | 03:15 | Rio de Janeiro | finale       | China            | 3–1   | Servië           |

### Waterpolo
| Olympiër | Onderdeel | Resultaat | Prestatie |
| --- | --------- | --------- | --- |
| Milan Aleksić Miloš Ćuk Filip Filipović Živko Gocić Nikola Jakšić Dušan Mandić Branislav Mitrović Mitrović Slobodan Nikić Duško Pijetlović Andrija Prlainović Sava Ranđelović | mannen    | Goud      | groep A: 4de G van Hongarije: 13-13 G van Griekenland: 9-9 V van Brazilië: 5-6 W van Australië: 10-8 W van Japan: 12-8 kwartfinale: W van Spanje: 10-7 halve finale: W van Italië: 10-8 finale: W van Kroatië: 11-7 |

| Groep A |             |             |             |             |            |            |            |        |
| #       | Land        | Wedstrijden | Wedstrijden | Wedstrijden | Doelpunten | Doelpunten | Doelpunten | Punten |
| #       | Land        | W           | G           | V           | V          | T          | Saldo      | Punten |
| 1       | Hongarije   | 2           | 3           | 0           | 57         | 43         | +14        | 7      |
| 2       | Griekenland | 2           | 2           | 1           | 41         | 40         | +1         | 6      |
| 3       | Brazilië    | 3           | 0           | 2           | 40         | 39         | +1         | 6      |
| 4       | Servië      | 2           | 2           | 1           | 49         | 44         | +5         | 6      |
| 5       | Australië   | 2           | 1           | 2           | 44         | 40         | +4         | 5      |
| 6       | Japan       | 0           | 0           | 5           | 36         | 61         | –25        | 0      |

| Ronde        | Datum       | Lokale tijd | MEZT           | Plaats   | Land    | Score       | Land   |
| ------------ | ----------- | ----------- | -------------- | -------- | ------- | ----------- | ------ |
| groepsfase   |             |             |                |          |         |             |        |
| 6 augustus   | 09:00       | 14:00       | Rio de Janeiro | Servië   | 13–13   | Hongarije   |        |
| 8 augustus   | 09:00       | 14:00       | Rio de Janeiro | Servië   | 9–9     | Griekenland |        |
| 10 augustus  | 19:30       | 00:30       | Rio de Janeiro | Brazilië | 6–5     | Servië      |        |
| 12 augustus  | 22:10       | 03:10       | Rio de Janeiro | Servië   | 10–8    | Australië   |        |
| 14 augustus  | 19:30       | 00:30       | Rio de Janeiro | Servië   | 12–8    | Japan       |        |
| Kwartfinale  | 16 augustus | 12:20       | Rio de Janeiro | 17:20    | Servië  | 10–7        | Spanje |
| Halve finale | 18 augustus | 16:30       | Rio de Janeiro | 21:30    | Italië  | 8–10        | Servië |
| Finale       | 20 augustus | 17:50       | Rio de Janeiro | 22:50    | Kroatië | 7–11        | Servië |

### Wielersport
| Olympiër         | Discipline       | Resultaat    | Prestatie    |
| Mountainbike     | Mountainbike     | Mountainbike | Mountainbike |
| ---------------- | ---------------- | ------------ | ------------ |
| Jovana Crnogorac | vrouwen          | 27e          | LAP          |
| Weg              |                  |              |              |
| Ivan Stević      | wegwedstrijd (m) | DNF          | DNF          |

### Worstelen
| Olympiër       | Discipline     | Resultaat      | Prestatie |
| Grieks-Romeins | Grieks-Romeins | Grieks-Romeins | Grieks-Romeins |
| -------------- | -------------- | -------------- | --- |
| Kristijan Fris | –59kg (m)      | 13e            | kwalificatie: vrij 1ste ronde: V van UZB Tasmuraodov: 1–3 |
| Davor Štefanek | –66kg (m)      | Goud           | kwalificatie: vrij 1ste ronde: W van JPN Inoue: 4–1 kwartfinale: W van GER Stäbler: 3–1 halve finale: W van GEO Bolkvadze: 5–0 finale: W van ARM Arutyunyan: 3–1 |
| Viktor Nemeš   | –75kg (m)      | 8e             | kwalificatie: vrij 1ste ronde: W van UZB Turdiev: 3–1 kwartfinale: V van DEN Madsen: 0–3 herkansingen: V van IRI Abdevali: 1–3                                   |

### Zwemmen
| Olympiër            | Discipline           | Resultaat | Prestatie                                              |
| ------------------- | -------------------- | --------- | ------------------------------------------------------ |
| Velimir Stjepanović | 100m vrije slag (m)  | 32e       | serie 8: 8ste in 49,24                                 |
| Velimir Stjepanović | 200m vrije slag (m)  | 13e       | serie 6: 4de in 1.46,64 halve finale 1: 7de in 1.47,28 |
| Velimir Stjepanović | 400m vrije slag (m)  | 14e       | serie 7: 7de in 3.46,78                                |
| Čaba Silađi         | 100 m schoolslag (m) | 26e       | serie 5: 8ste in 1.00,76                               |
|                     |                      |           |                                                        |
| Katarina Simonović  | 200m vrije slag (v)  | 30e       | serie 2: 1ste in 2.00,06                               |
| Katarina Simonović  | 400m vrije slag (v)  | 23e       | serie 1: 3de in 4.15,57)                               |
| Anja Crevar         | 200m wisselslag (v)  | 27e       | serie 1: 2de in 2.15,33                                |
| Anja Crevar         | 400m wisselslag (v)  | 20e       | serie 2: 2de in 4.43,19                                |

Afghanistan · Albanië · Algerije · Amerikaanse Maagdeneilanden · Amerikaans-Samoa · Andorra · Angola · Antigua en Barbuda · Argentinië · Armenië · Aruba · Australië · Azerbeidzjan · Bahama's · Bahrein · Bangladesh · Barbados · België · Belize · Benin · Bermuda · Bhutan · Bolivia · Bosnië en Herzegovina · Botswana · Brazilië · Britse Maagdeneilanden · Brunei · Bulgarije · Burkina Faso · Burundi · Cambodja · Canada · Centraal-Afrikaanse Republiek · Chili · China · Chinees Taipei · Colombia · Comoren · Congo-Brazzaville · Congo-Kinshasa · Cookeilanden · Costa Rica · Cuba · Cyprus · Denemarken · Djibouti · Dominica · Dominicaanse Republiek · Duitsland · Ecuador · Egypte · El Salvador · Equatoriaal-Guinea · Eritrea · Estland · Ethiopië · Fiji · Filipijnen · Finland · Frankrijk · Gabon · Gambia · Georgië · Ghana · Grenada · Griekenland · Groot-Brittannië · Guam · Guatemala · Guinee · Guinee‑Bissau · Guyana · Haïti · Honduras · Hongarije · Hongkong · Ierland · IJsland · India · Indonesië · Irak · Iran · Israël · Italië · Ivoorkust · Jamaica · Japan · Jemen · Jordanië · Kaaimaneilanden · Kaapverdië · Kameroen · Kazachstan · Kenia · Kirgizië · Kiribati · Kosovo · Kroatië · Laos · Lesotho · Letland · Libanon · Liberia · Libië · Liechtenstein · Litouwen · Luxemburg · Macedonië · Madagaskar · Malawi · Malediven · Maleisië · Mali · Malta · Marshalleilanden · Marokko · Mauritanië · Mauritius · Mexico · Micronesië · Moldavië · Monaco · Mongolië · Montenegro · Mozambique · Myanmar · Namibië · Nauru · Nederland · Nepal · Nicaragua · Nieuw-Zeeland · Niger · Nigeria · Noord-Korea · Noorwegen · Oeganda · Oekraïne · Oezbekistan · Oman · Oostenrijk · Oost-Timor · Pakistan · Palau · Palestina · Panama · Papoea-Nieuw-Guinea · Paraguay · Peru · Polen · Portugal · Puerto Rico · Qatar · Roemenië · Rusland · Rwanda · Saint Kitts en Nevis · Saint Lucia · Saint Vincent en Grenadines · Salomonseilanden · Samoa · San Marino · Sao Tomé en Principe · Saoedi-Arabië · Senegal · Servië · Seychellen · Sierra Leone · Singapore · Slovenië · Slowakije · Soedan · Somalië · Spanje · Sri Lanka · Suriname · Swaziland · Syrië · Tadzjikistan · Tanzania · Thailand · Togo · Tonga · Trinidad en Tobago · Tsjaad · Tsjechië · Tunesië · Turkije · Turkmenistan · Tuvalu · Uruguay · Vanuatu · Venezuela · Verenigde Arabische Emiraten · Verenigde Staten · Vietnam · Wit-Rusland · Zambia · Zimbabwe · Zuid-Afrika · Zuid-Korea · Zuid-Soedan · Zweden · Zwitserland
Individuele Olympische Atleten · Olympisch vluchtelingenteam